# Сугавара (род)
Клан Сугавара (菅原氏, Сугавара-удзи) — японская аристократическая семья, претендующая на происхождение от Амэ-но-хохи. Основанный в 781 году, они служили Императорскому двору в качестве ученых и правительственных чиновников с момента основания клана до раннего современного периода, когда клан разделился на шесть ветвей.
В середине периода Хэйан Сугавара-но Митидзанэ занимал пост правого министра, но клан ослабел вскоре после того, как его понизили в должности из высшей придворной знати, кугье. Они продолжали возглавлять Императорский университет, пока Сугавара-но Таменага не стал младшим советником, после чего клан вернулся в высшую придворную знать. Позже клан разделился на шесть ветвей: клан Такацудзи, клан Годзе, клан Хигасибодзе, клан Карахаси, клан Киеока и клан Кувахара, все из которых остались в высшем дворянском сословии.

## Происхождение

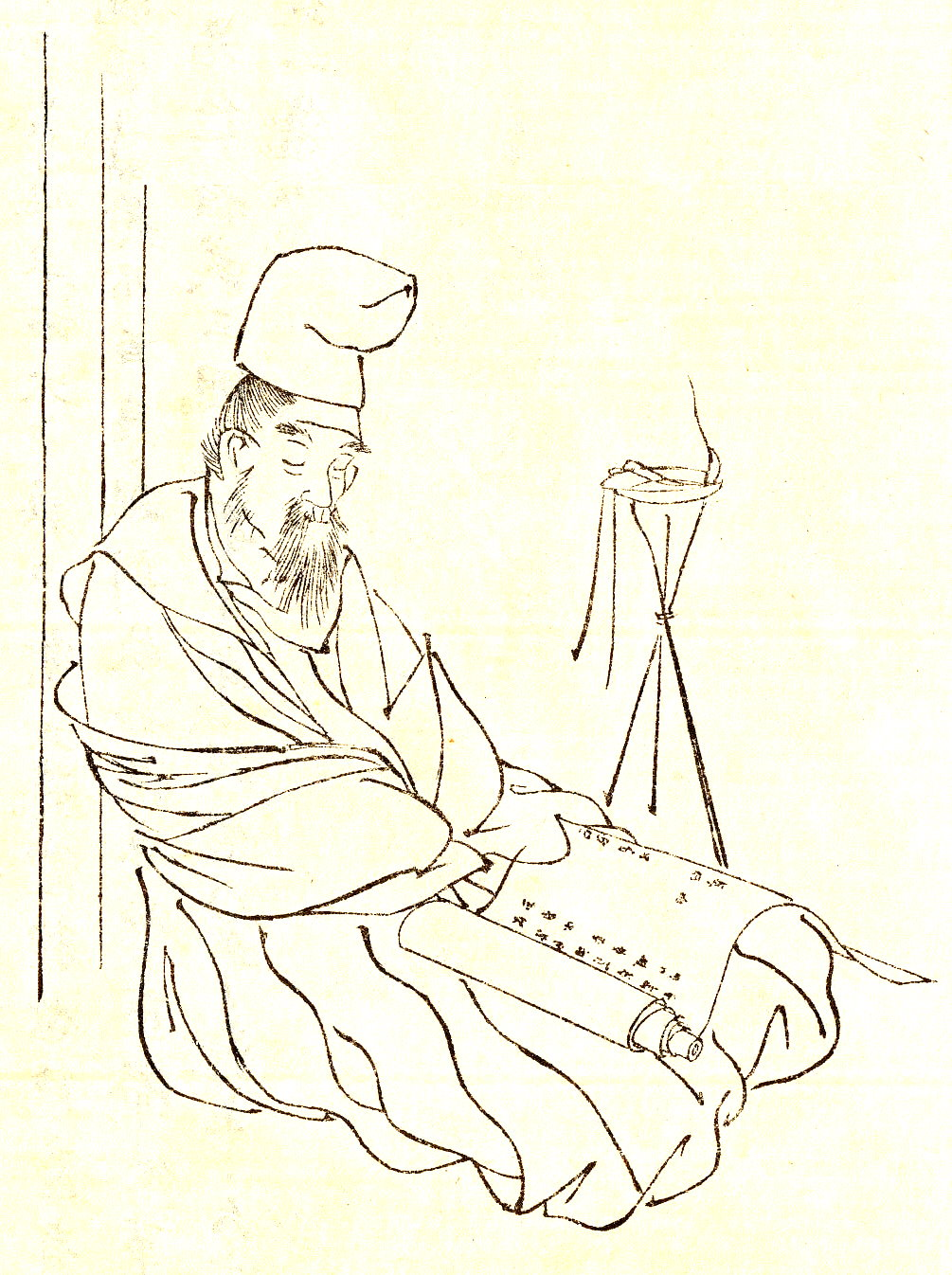
Сугавара но Фурухито, основатель клана Сугавара

Предок клана, Номи-но Сукунэ, утверждал, что происходит от мужского божества Амэ-но-хохи. Сукунэ принадлежал к клану Хасидзи, который отвечал за погребальные обряды. В 781 году Сугавара-но Фурухито стал первым человеком, принявшим фамилию Сугавара, и таким образом основал клан Сугавара. Название было взято от деревни Сугавара в провинции Ямато.

## История
Сугавара-но Фурухито изучал конфуцианство и стал личным учеником (дзидоку) императора Канму (781—806). Сын Фурухито Сугавара-но Киотомо (770—842) занимал придворный ранг младшего третьего ранга, а его сын Сугавара-но Кореёси (812—880) также имел тот же ранг и служил в качестве младшего советника. И Киотомо, и Кореёси были учеными, которые служили главными экспертами по литературе в Императорском университете. Киотомо также основал частную школу под названием Канке Рока, обучил многих учеников и основал кидэндо, изучение истории, как семейный бизнес.
Сугавара-но Митидзанэ (845—903), сын Кореёси, был повышен до младшего второго ранга и правого министра императором Удой. Однако в 901 году он был понижен до должности временного генерал-губернатора Дадзаифу (Дадзай-но-Гон-но-Сочи) и умер там. Сыновья Митидзанэ также были в немилости, но в 906 году его сын и наследник Сугавара-но Таками (876—913) был помилован, и он стал главой Императорского университета. Потомки Таками продолжали служить в качестве руководителей Императорского университета, а также губернаторов провинций. Однако, помимо Сугавара-но Фумитоки (899—981), который был младшим третьим рангом, и Сугавара-но Сукэмаса (925—1009), который был младшим третьим рангом, младшим советником и заместителем секретаря Дадзаифу (Дадзай-но Дайни), члены клана не были частью высшей придворной знати, кугье. Другим заметным членом клана в этот период была дочь Сугавары-но Такасуэ, автор книги «Сарасина никки».
В начале периода Камакура Сугавара-но Таменага (1158—1246) поднялся до старшего второго ранга, помощника советника и главы Министерства финансов (Окура-ке). С тех пор клан Сугавара на протяжении поколений принадлежал к высшей придворной знати. Кроме того, поскольку клан Оэ, который произвел на свет многих ведущих экспертов по литературе, ослабел, Сугавара доминировал на должностях на факультете истории Японии и Китая.
В ранний современный период клан разделился на шесть ветвей: клан Такацудзи, клан Годзе, клан Хигасибодзе, клан Карахаси, клан Кийоока и клан Кувахара, все из которых были семьями додзоке (ханке) кугэ. После середины периода Хэйан большинство конфуцианских ученых, участвовавших в процессе планирования названий эпох, были потомками клана Сугавара.
В средневековом самурайском обществе клан Карахаси считался основной ветвью клана Сугавара, и главенствовал в роли лидера клана Сугавара, известного как Китано-но Теджа. Однако после инцидента с убийством Карахаси Ариказу клан ослаб, и вместо него на эту роль были выбраны члены клана Такацудзи, клана Годзе и клана Хигасибодзе.

## Кланы, произошедшие от Сугавары
- Клан Хисамацу, произошел от клана Сугавара[5]
- Клан Мимасака Кан; самурайская семья из провинции Мимасака[5].
- Клан Маэда; происходил из клана Харада, ветви клана Мимасака Кан, или от сына, родившегося у Сугавары-но Митидзанэ на Кюсю[5].
- Клан Ягю; произошел от клана Сугавара[5][6].
- Семья Минобэ; семья Кога-рю, которая утверждает, что происходит от Сугавара-но Ацусигэ[7].

## Известные члены рода
- Сугавара но Фурухито
- Сугавара-но Киотомо
- Сугавара но Кореёси
- Сугавара-но-Митидзанэ
- Дочь Сугавара-но Такасуэ